# Patmo (comune della Grecia)
Patmo (in greco Πάτμος?, Patmos) è un comune della Grecia nella periferia dell'Egeo Meridionale (unità periferica di Calimno) con 3.044 abitanti al censimento 2001.
Il territorio comunale comprende l'isola omonima più le isole Arkoi (54 abitanti), Marati (6 abitanti) oltre a numerosi isolotti disabitati